# Cannelburg
Cannelburg est une municipalité américaine située dans le comté de Daviess en Indiana.
Lors du recensement de 2010, sa population est de 135 habitants. La municipalité s'étend alors sur une superficie de 0,19 mille carré (0,5 km2).
La localité est fondée en 1872 par la Buckeye Cannel Coal Company. Le « cannel coal » est un type de houille.